# Aaigem
Aaigem est une section de la commune belge d'Erpe-Mere située en Région flamande dans la province de Flandre-Orientale et le Denderstreek, sur le Molenbeek-Ter Erpenbeek. C'était une commune à part entière avant la fusion des communes de 1977.

## Toponymie

### Attestations anciennes
Aingem (1019-30), Haingem (1079), Aingien (1116), Aiengem (1142), Haienghem (1222).

## Géographie

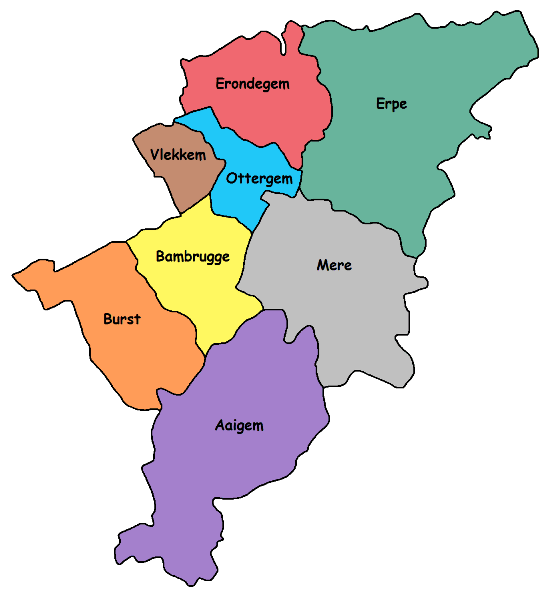
Localisation d'Aaigem dans Erpe-Mere

## Démographie

### Évolution démographique
- Sources : INS, Rem. : 1831 jusqu'en 1970 = recensements, 1976 = nombre d'habitants au 31 décembre[3].

## Curiosités

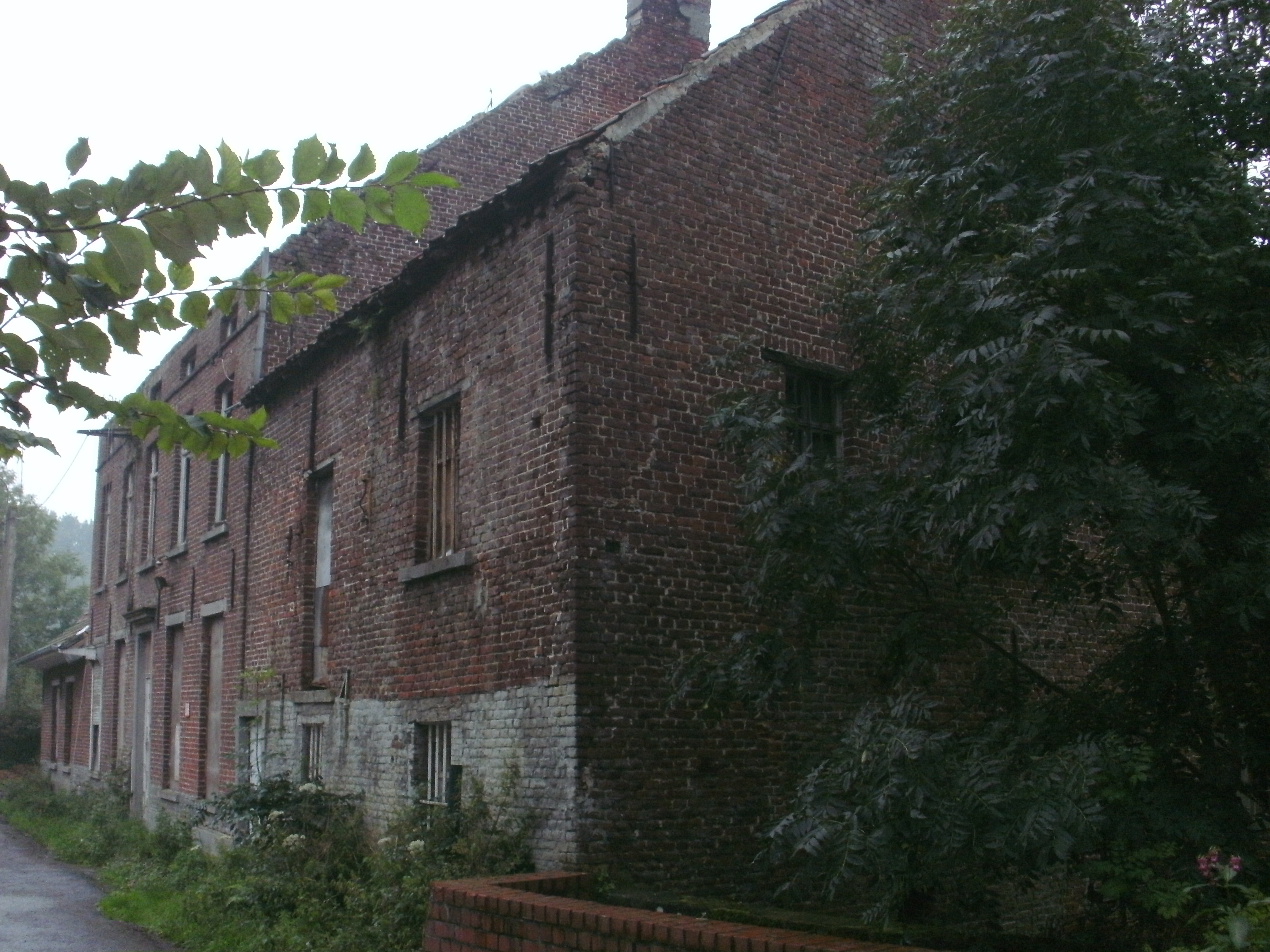
Engelsmolen à Aaigem
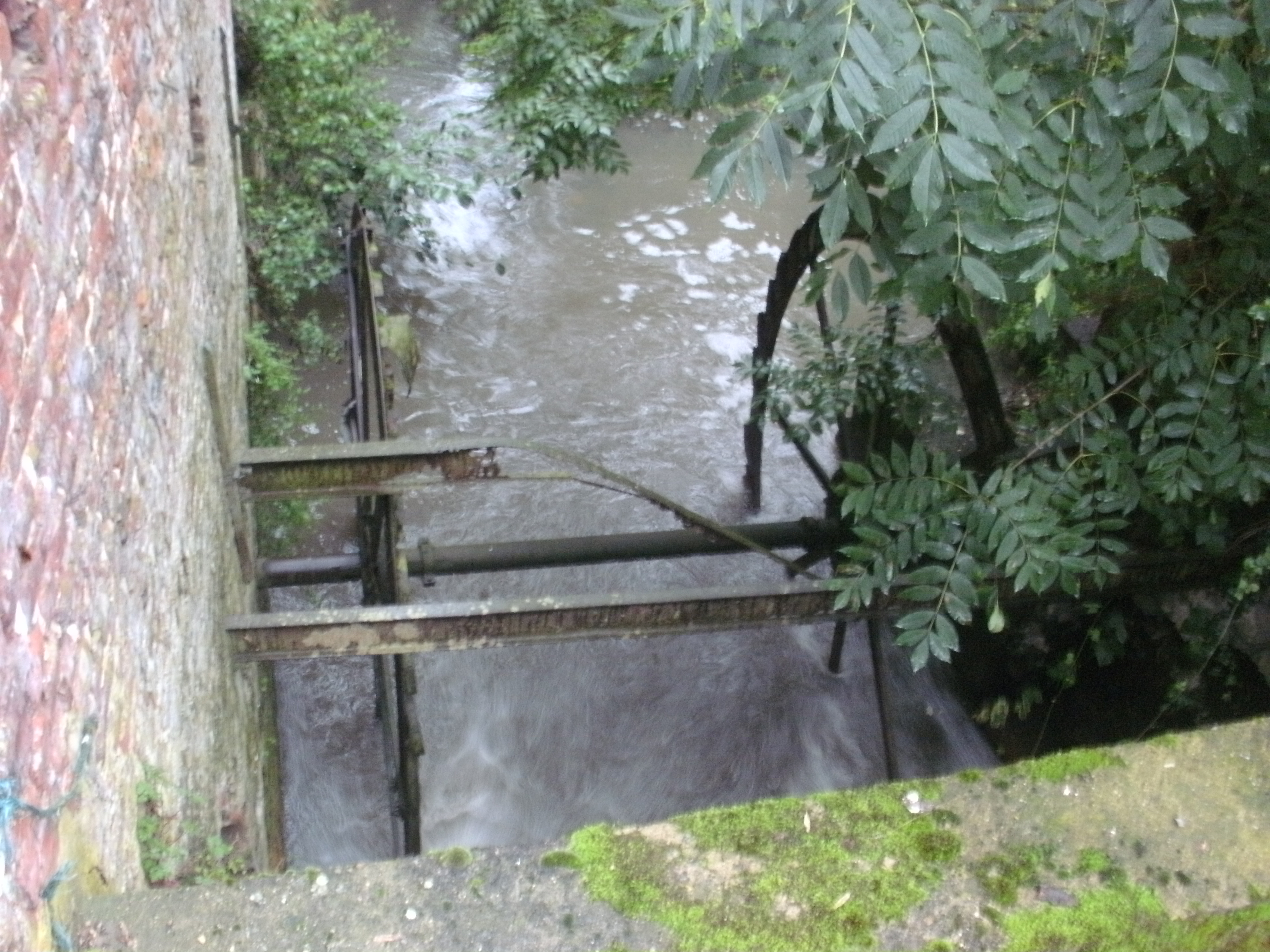
La roue de moulin de la Engelsmolen à Aaigem
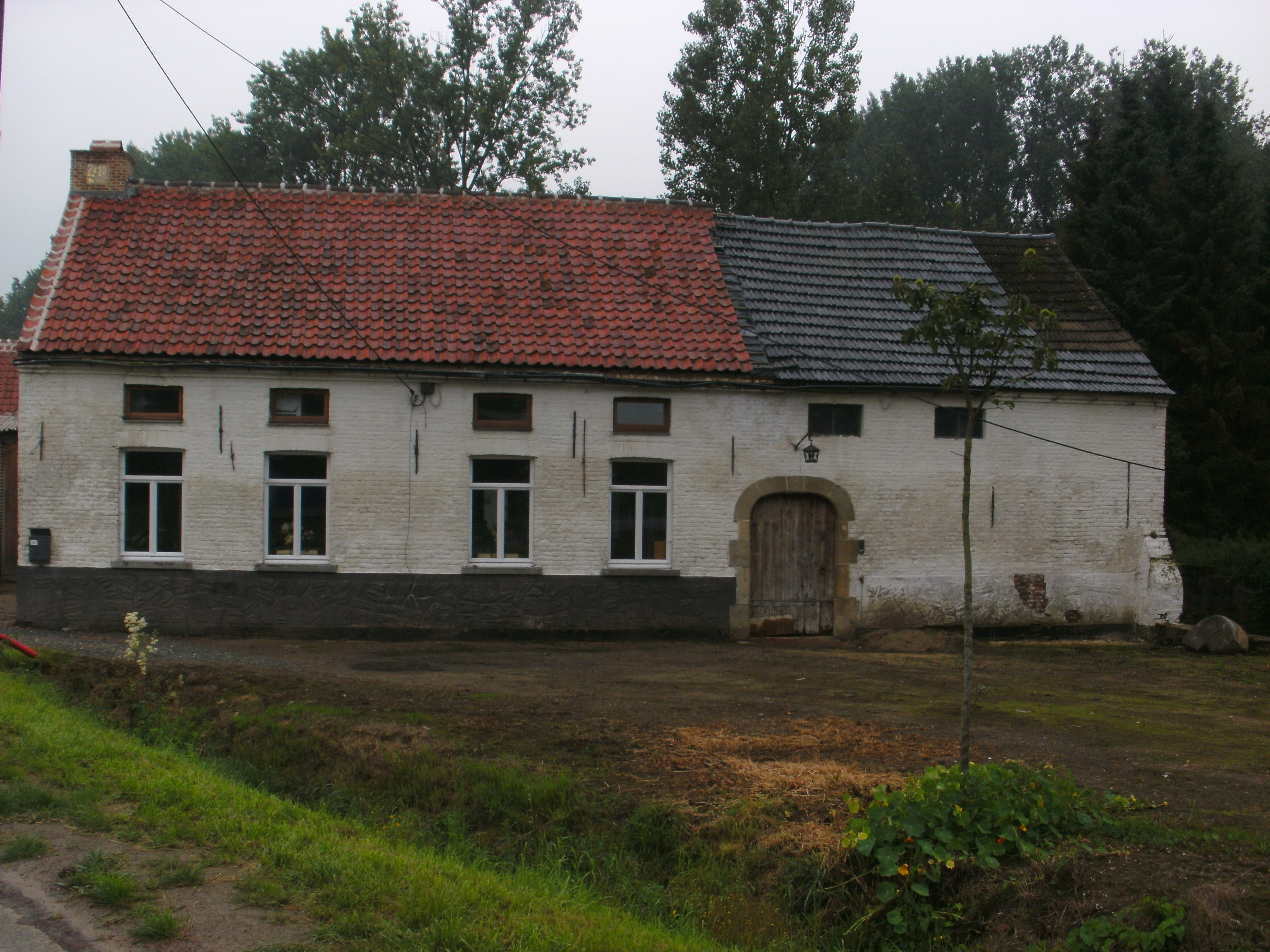
Ratmolen à Aaigem
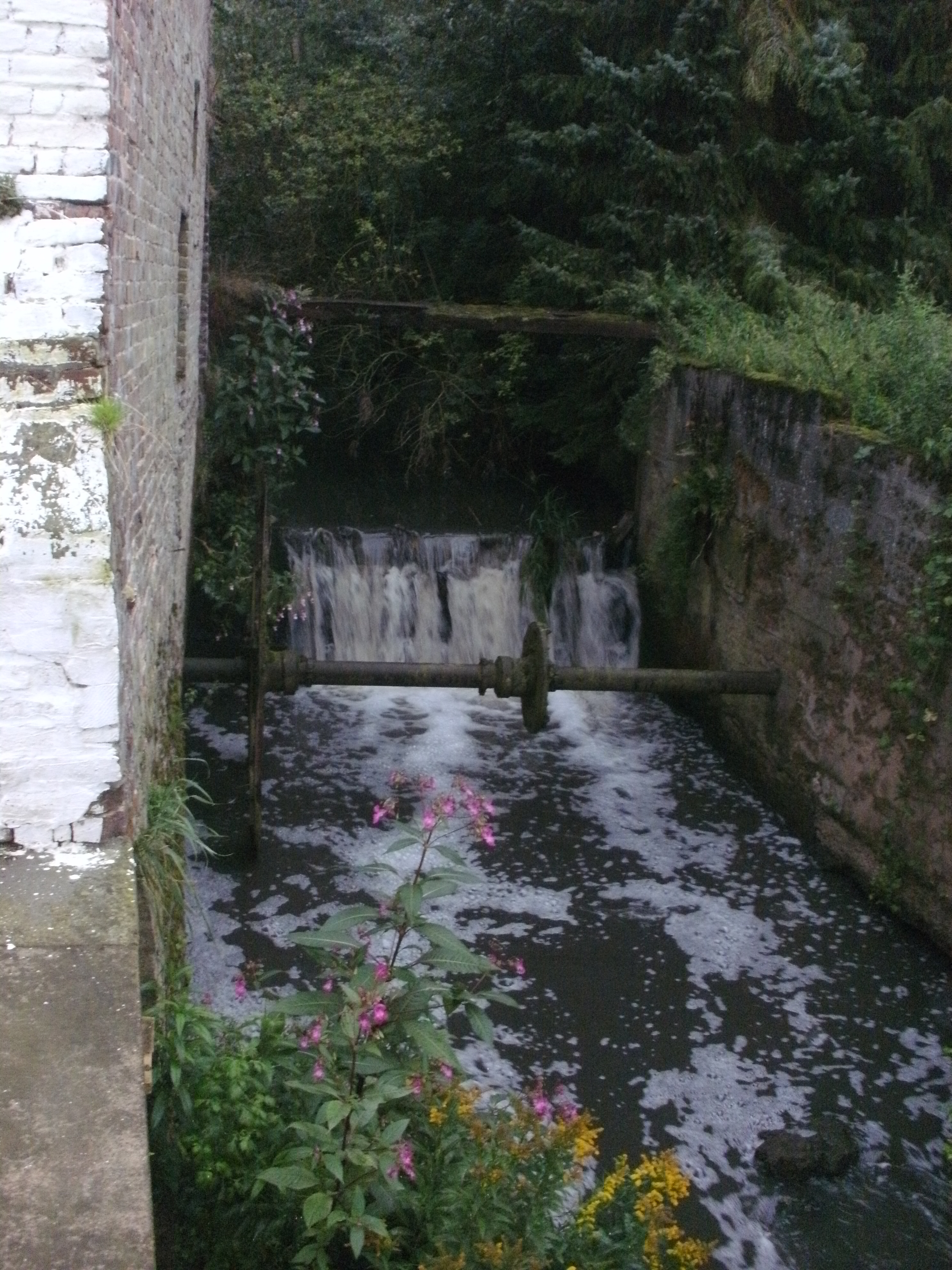
La roue de moulin de la Ratmolen à Aaigem
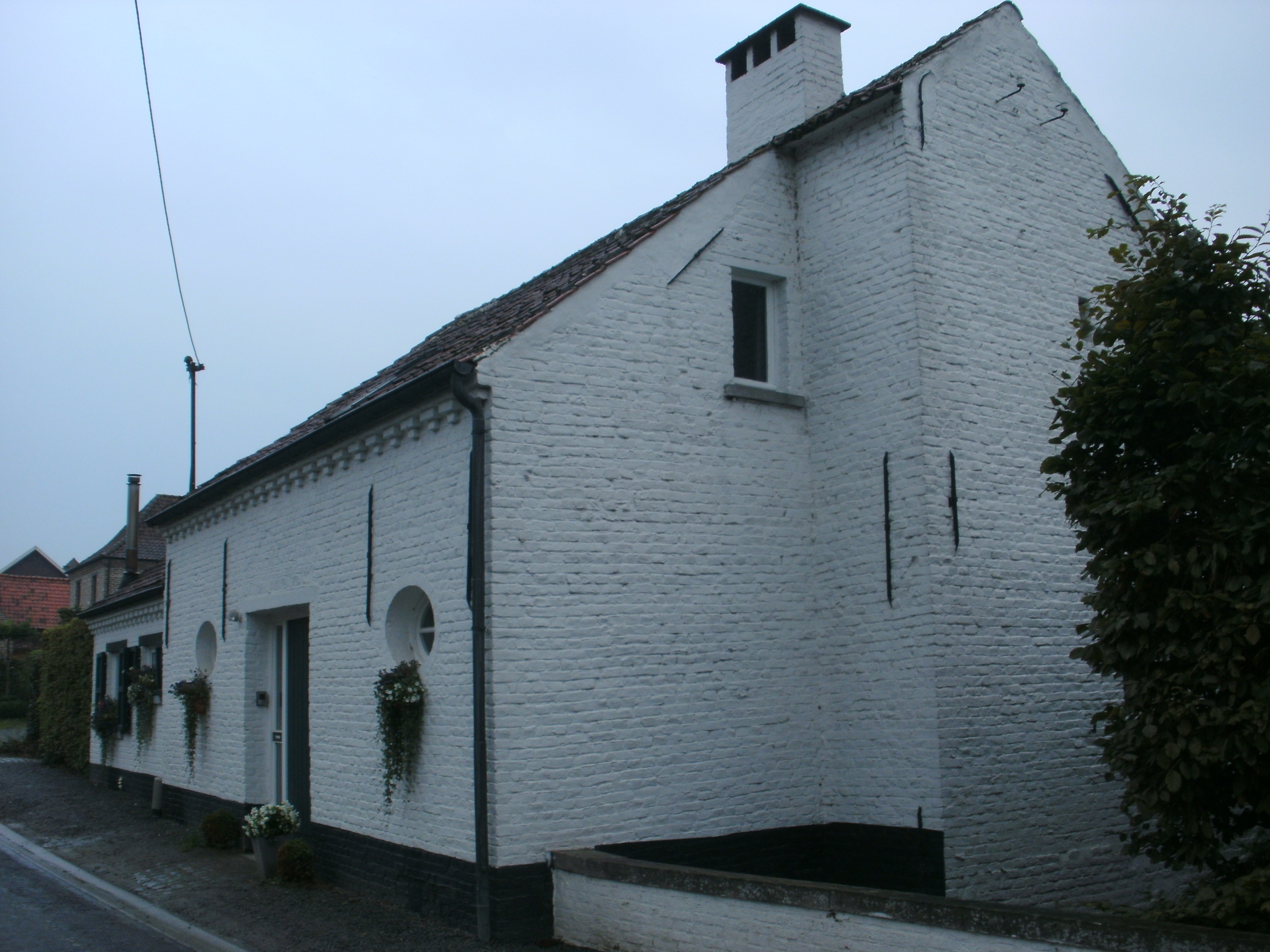
Zwingelmolen à Aaigem
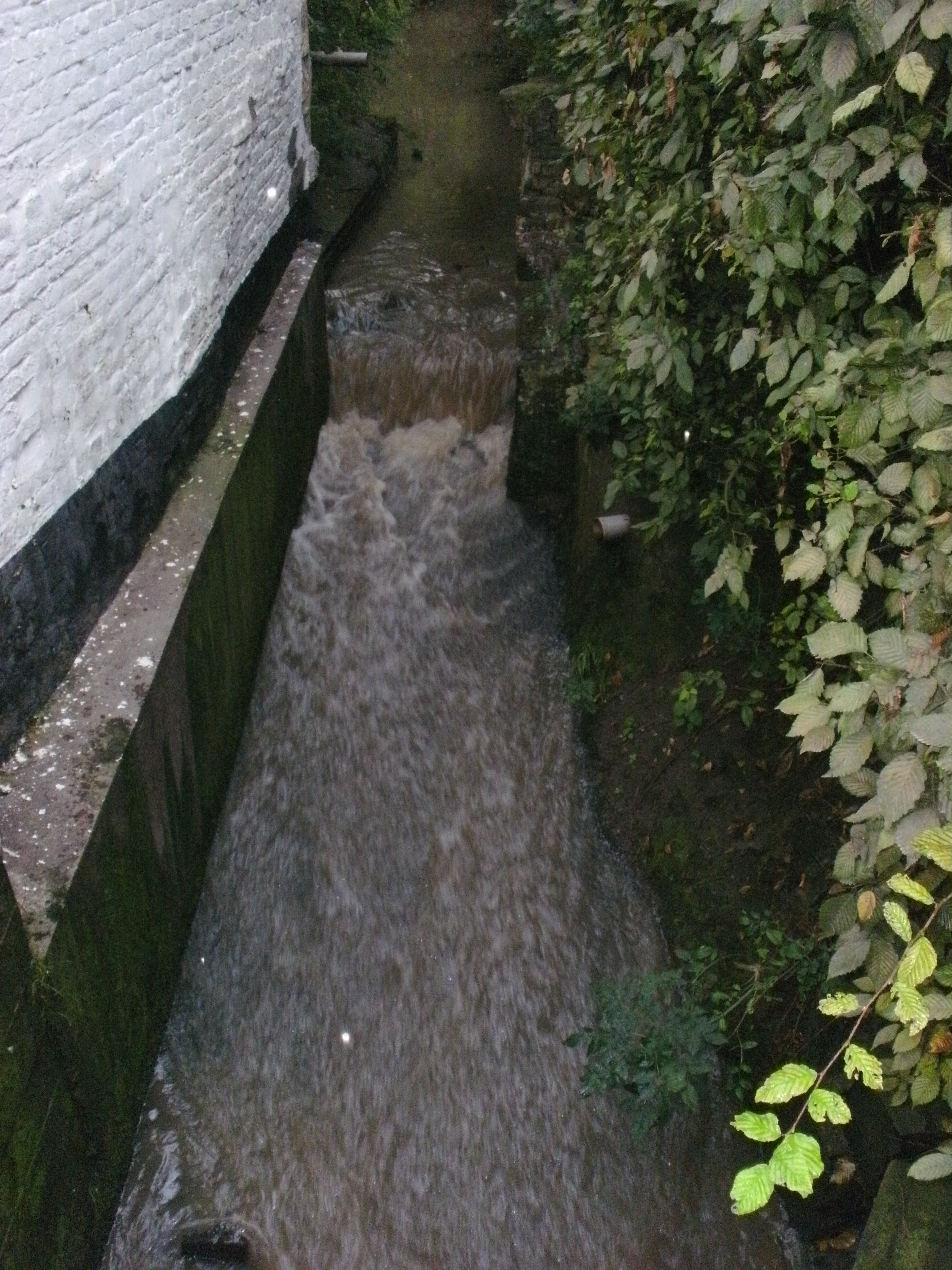
Place où la roue de moulin de la Zwingelmolen était à Aaigem
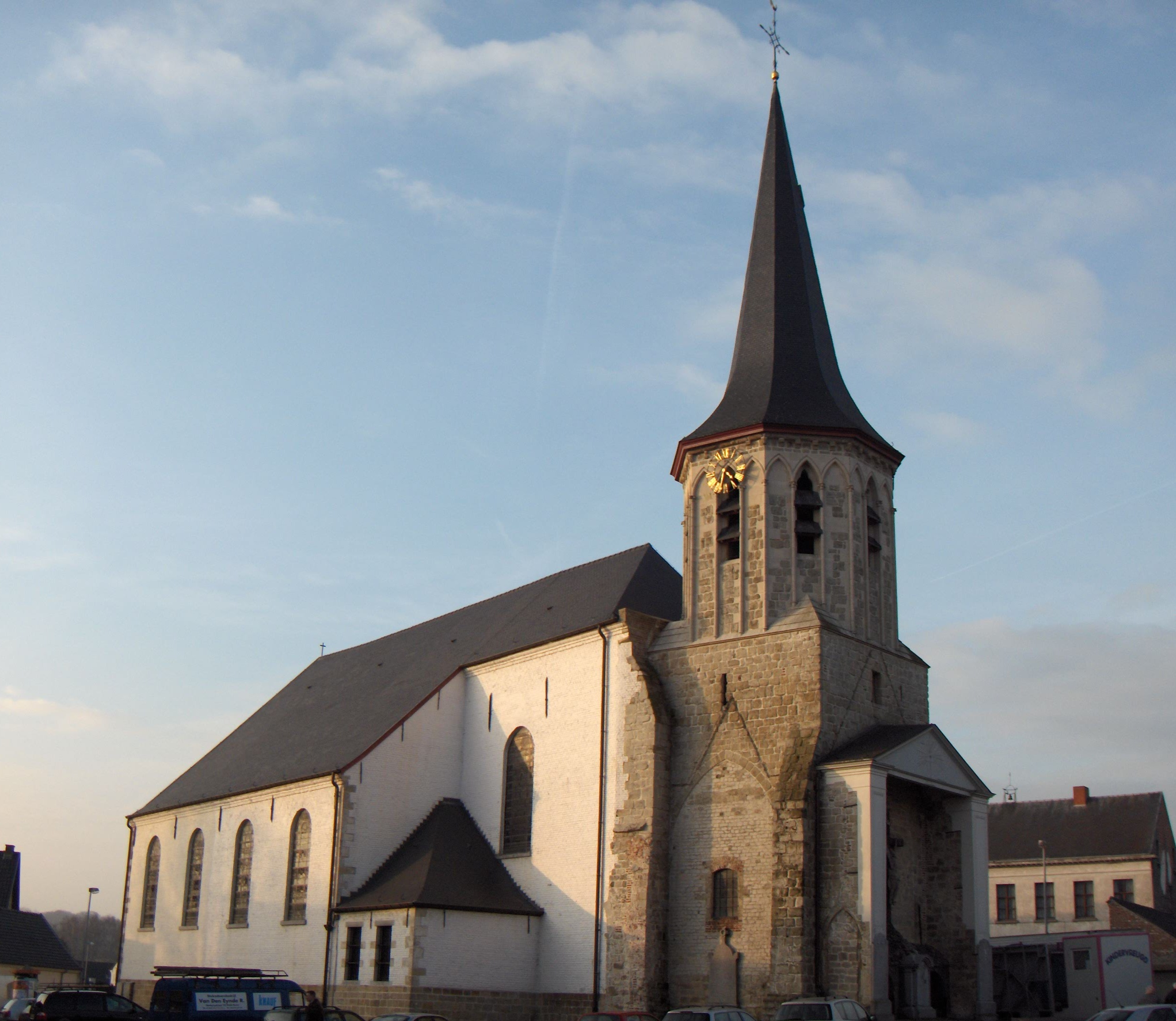
Église Saint-Nicolas (XVIIIe siècle)
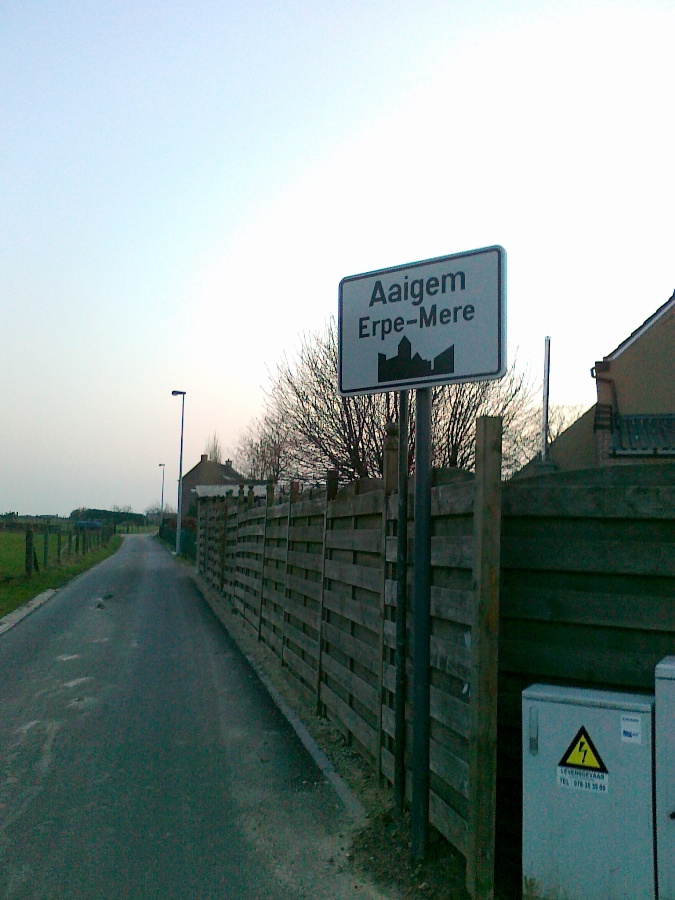
Le commencement de l'agglomération d'Aaigem
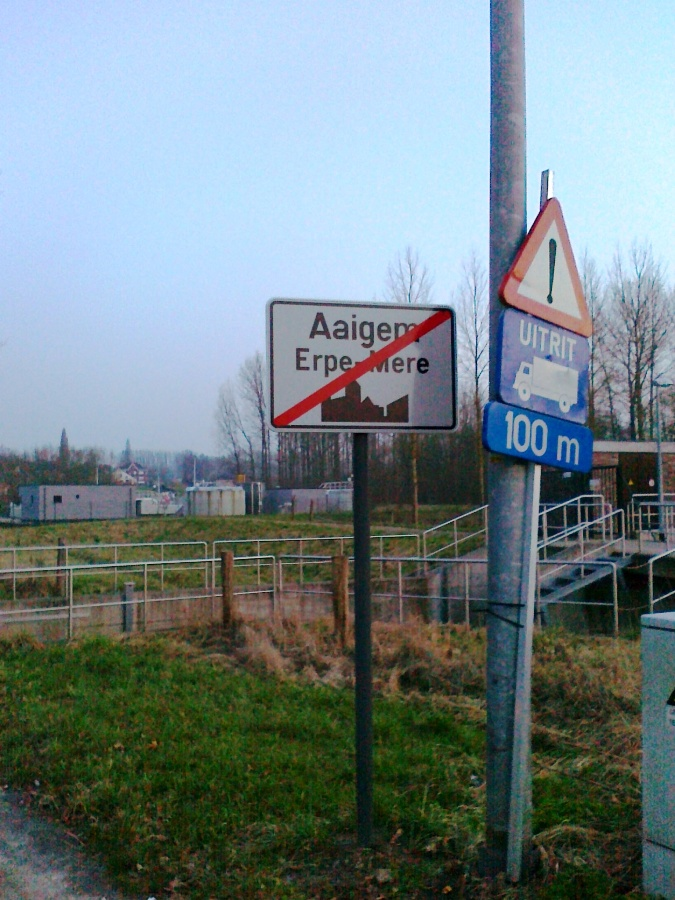
La fin de l'agglomération d'Aaigem

## Sport
Maillots
Dernière mise à jour : 5 juin 2012.
Le Sportkring Aaigem est un club de football belge situé dans le village d'Aaigem, en Flandre-Orientale. Fondé le 13 juin 1973, le club porte le matricule 7938 et évolue en 2012-2013 en troisième provinciale.
Les couleurs du club sont noir et vert.
Dans l'avenir, les quatre autres clubs de Erpe-Mere: SK Aaigem, KRC Bambrugge, KFC Olympic Burst et FC Mere devraient fusionner.

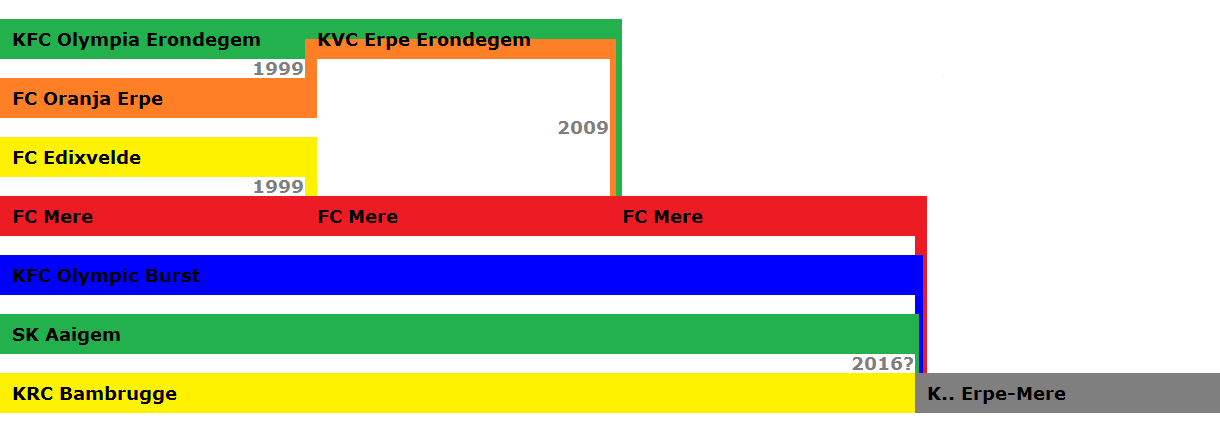
L'évolution des fusions des clubs en Erpe-Mere